# Big Mountain
Pour les articles homonymes, voir Big Mountain (homonymie).

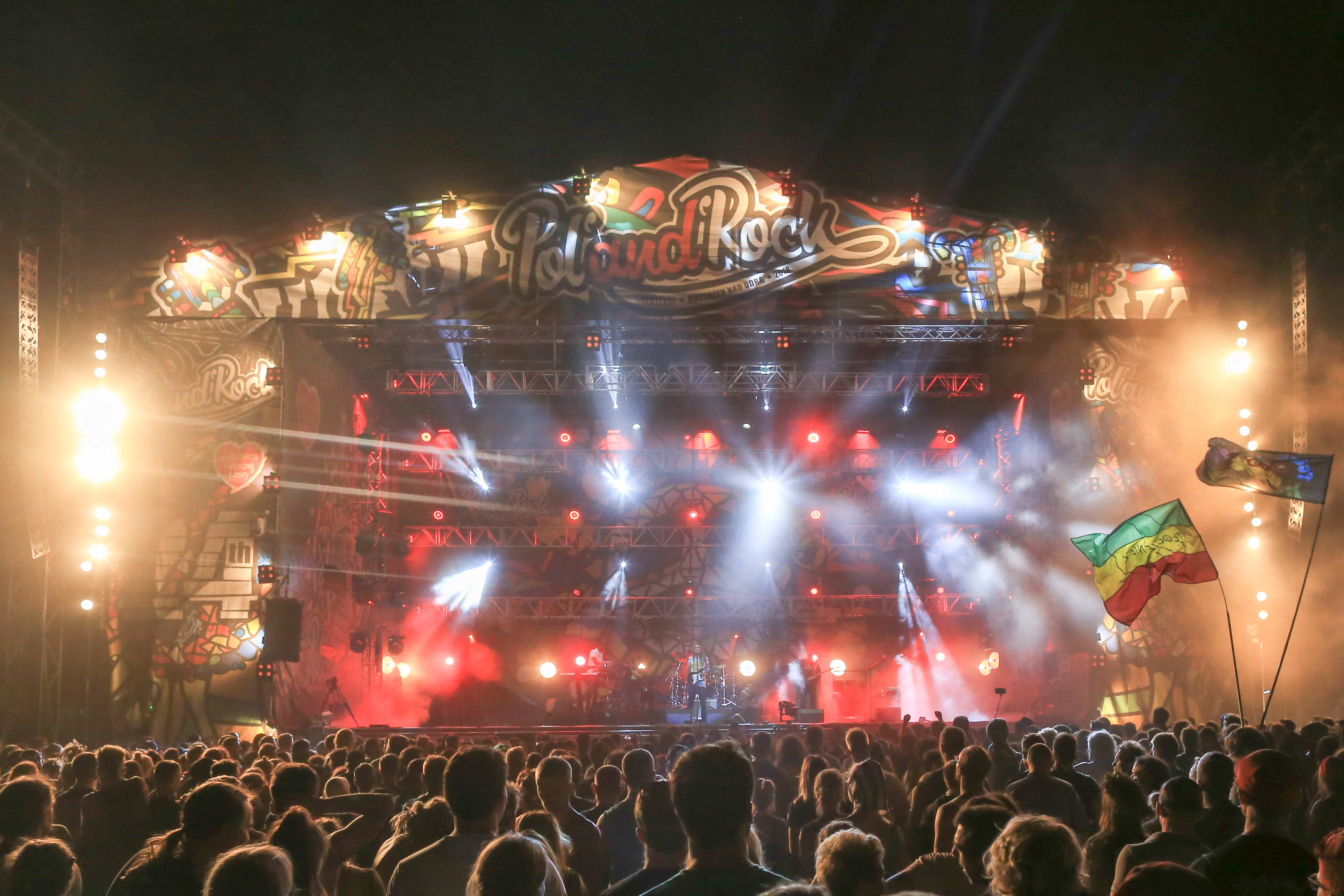
Big Mountain (2018)

Big Mountain est un groupe de reggae américain originaire de San Diego. Le groupe est surtout connu pour avoir interprété la chanson Baby, I Love Your Way de Peter Frampton en 1994.

## Discographie
- 1992 : Wake Up
- 1994 : Unity
- 1996 : Resistance
- 1997 : Free Up
- 1999 : Things To Come
- 1999 : The best of big mountain
- 2002 : Cool Breeze
- 2003 : New Day